# Boris Dlugosch
Boris Dlugosch er en producer fra Tyskland.